# Lundy (wyspa)
Lundy – mała wyspa u wybrzeży Wielkiej Brytanii o powierzchni 4,45 km², największa w Kanale Bristolskim. Położona jest około 19 km od wybrzeży angielskiego hrabstwa Devon. Na wyspie znajdują się dwie latarnie morskie Lundy North oraz Lundy South.